# پناهگاه (مجموعه تلویزیونی)
پناهگاه (به انگلیسی: Haven) یک مجموعه تلویزیونی کانادایی/آمریکایی در سبک درام فراطبیعی است که بر اساس یک برداشت آزاد از اثر استیون کینگ «بچه کلرادوئی» ساخته شده‌است. این مجموعه طی همکاری دو کشور کانادا و آمریکا تهیه شده‌است همچنین فیلم‌برداری این مجموعه در همین کشورها انجام شده‌است. این مجموعه اولین بار در تاریخ ۹ ژوئیه ۲۰۱۰ به نمایش تلویزیونی درآمد. سریال پناهگاه توسط اینترتینمنت وان ساخته شده و حق انحصاری پخش آن توسط شبکه کابلی آمریکا به نام سای فای برای نمایش در کل دنیا خریداری شده‌است. این شبکه برای اولین بار است که یک مجموعه را برای پخش در کل دنیا در دست دارد، البته قبل از این سریال‌های دیگری توسط همین شبکه برای کانادا و اسکاندیناوی ساخته شده‌است.

## داستان
داستان مجموعه دربارهٔ مأمور اف‌بی‌آی جوان و خوش آتیه‌ای به نام ادری پارکر (امیلی روز) است که برای مأموریتی به شهر «هیون» فرستاده می‌شود. اما زمانی که یک پرونده را در دست می‌گیرد خیلی زود متوجه اتفاقات غیرطبیعی و باورنکردنی می‌شود که در سطح شهر در حال رخ دادن بود، اتفاقاتی که به شکل عجیبی به گذشته این مأمور جوان هم متصله در همین حال او سر نخ‌هایی هم در رابطه با مادرش که هیچ وقت او را ندیده بود پیدا می‌کند.

## شبکه بین‌المللی
- آلمان، این مجموعه، در شبکه SciFi آلمان در تاریخ ۸ اکتبر امسال پخش شد.
- ایتالیا، سریال پناهگاه توسط شبکه استیل در بخش علملی تخیلی در تاریخ ۸ اکتبر ۲۰۱۰ پخش شد.
- کانادا، سریال در تاریخ ۱۲ ژوئیه ۲۰۱۰ به نمایش درآمد. این سریال بالاترین رتبه را در بین سریال‌های اصلی کانادایی از آن خود کرد.